# Студёное (Крым)
Студёное (до 1948 года Мусаби́й-Адарги́н; укр. Студене, крымскотат. Musa Biy Adarğın, Муса Бий Адаргъын) — исчезнувшее село в Красногвардейском районе Республики Крым, располагавшееся на северо-востоке района, в степной части Крыма, включённое в состав Мускатного, сейчас — юго-западная часть села.

## История
Первое документальное упоминание села встречается в Камеральном Описании Крыма… 1784 года, судя по которому, в последний период Крымского ханства Мусабей входил в Насывский кадылык Карасубазарского каймаканства. После присоединения Крыма к России (8) 19 апреля 1783 года, (8) 19 февраля 1784 года, именным указом Екатерины II сенату, на территории бывшего Крымского Ханства была образована Таврическая область и деревня была приписана к Перекопскому уезду. После Павловских реформ, с 1796 по 1802 год, входила в Акмечетский уезд Новороссийской губернии. По новому административному делению, после создания 8 (20) октября 1802 года Таврической губернии, Мусаби-Адаргин был включён в состав Таганашминской волости Перекопского уезда.
По Ведомости о всех селениях, в Перекопском уезде состоящих с показанием в которой волости сколько числом дворов и душ… от 21 октября 1805 года в деревне Мешек числилось 9 дворов и 50 жителей крымских татар. Затем, видимо, вследствие эмиграции крымских татар в Турцию, деревня была покинута и на военно-топографической карте генерал-майора Мухина 1817 года деревня Мусаби обозначена пустующей, на карте 1836 года в деревне 10 дворов, а на карте 1842 года Мусаби(Мусабий-Адаргин) обозначен условным знаком «малая деревня», то есть, менее 5 дворов.
В 1860-х годах, после земской реформы Александра II, деревню включили в состав Владиславской волости. В «Списке населённых мест Таврической губернии по сведениям 1864 года», составленном по результатам VIII ревизии 1864 года, Мусабий-Адаргин — владельческая татарская деревня с 9 дворами, 46 жителями и мечетью при колодцах. На 1867 год в селении действовала татарская начальная школа. По обследованиям профессора А. Н. Козловского начала 1860-х годов, в селении была пресная вода в колодцах глубиной 2,5—3 сажени (5—6 м). На трехверстовой карте Шуберта 1865—1876 года обозначено одна деревня Адаргин, без разделения на участки, с 19 дворами. К 1886 году Владиславская волость была упразднена и в «Памятной книге Таврической губернии 1889 года» по результатам Х ревизии 1887 года записан Мусабий-Адаргин Байгончекской волости с 47 дворами и 242 жителями.
После земской реформы 1890 года отнесли к Тотанайской волости. Согласно «…Памятной книжке Таврической губернии на 1892 год», в селе Мусабий-Адаргин, приписанном только к волости, без сельского общества, было 212 жителей в 50 домохозяйствах. В «…Памятной книжке Таврической губернии на 1900 год» в деревне записано 183 жителя в 17 дворах. По Статистическому справочнику Таврической губернии. Ч.II-я. Статистический очерк, выпуск пятый Перекопский уезд, 1915 год, в деревне Мусабий-Адаргин Тотанайской волости Перекопского уезда числилось 47 дворов (1 двор с землёй, 46 — безземельные) с татарским населением в количестве 200 человек приписных жителей и 61 «посторонних», из которых 140 мужчин и 131 женщина. Жители владели 200 десятинами удобной земли. В хозяйствах имелось 85 лошадей, 6 волов, 35 коров и 248 голов мелкого скота.
После установления в Крыму Советской власти, по постановлению Крымревкома от 8 января 1921 года № 206 «Об изменении административных границ» была упразднена волостная система и в составе Джанкойского уезда был создан Джанкойский район. В 1922 году уезды преобразовали в округа. 11 октября 1923 года, согласно постановлению ВЦИК, в административное деление Крымской АССР были внесены изменения, в результате которых округа были ликвидированы, основной административной единицей стал Джанкойский район и село включили в его состав. Согласно Списку населённых пунктов Крымской АССР по Всесоюзной переписи 17 декабря 1926 года, в селе Мусабий-Адаргин, Владиславского сельсовета Джанкойского района, числилось 52 двора, из них 50 крестьянских, население составляло 236 человек, из них 170 татар, 36 русских, 29 немцев, 1 украинец, действовала татарская школа. Постановлением КрымЦИКа от 15 сентября 1930 года был создан Биюк-Онларский район (указом Президиума Верховного Совета РСФСР № 621/6 от 14 декабря 1944 года переименованный в Октябрьский), как немецкий национальный (лишённый статуса национального постановлением Оргбюро ЦК КПСС от 20 февраля 1939 года), в который включили село. Постановлением Президиума КрымЦИКа «Об образовании новой административной территориальной сети Крымской АССР» от 26 января 1935 года был создан немецкий национальный Тельманский район (с 14 декабря 1944 года — Красногвардейский) и Мусабий-Адаргин включили в его состав. По данным всесоюзной переписи населения 1939 года в селе проживало 298 человек. Вскоре после начала Великой Отечественной войны, 18 августа 1941 года крымские немцы были выселены, сначала в Ставропольский край, а затем в Сибирь и северный Казахстан.
В 1944 году, после освобождения Крыма от фашистов, согласно постановлению ГКО № 5859 от 11 мая 1944 года, 18 мая крымские татары были депортированы в Среднюю Азию. 12 августа 1944 года было принято постановление № ГОКО-6372с «О переселении колхозников в районы Крыма» по которому в район из областей Украины и России переселялись семьи колхозников, а в начале 1950-х годов последовала вторая волна переселенцев из различных областей Украины. С 25 июня 1946 года селение в составе Крымской области РСФСР Указом Президиума Верховного Совета РСФСР от 18 мая 1948 года, Мусаби-Адаргин переименовали в деревню Студёная. 26 апреля 1954 года Крымская область была передана из состава РСФСР в состав УССР. До 1960 года, поскольку в «Справочнике административно-территориального деления Крымской области на 15 июня 1960 года» селение уже не значилось, село присоединили к Мускатному (согласно справочнику «Крымская область. Административно-территориальное деление на 1 января 1968 года» — в период с 1954 по 1968 год).

### Динамика численности населения
| - 1805 год — 50 чел. - 1864 год — 46 чел. - 1889 год — 242 чел. - 1892 год — 212 чел. | - 1900 год — 183 чел. - 1915 год — 200/61 чел. - 1926 год — 236 чел. - 1939 год — 298 чел. |